# 托科阿 (科隆省)
托科阿是洪都拉斯的城市，由科隆省負責管轄，位於該國北部，始建於1871年，面積912平方公里，海拔高度53米，每年平均降雨量約1,000毫米，2001年人口53,191。

## 外部連結
- Javier Montoya Website

15°41′N 86°00′W / 15.683°N 86.000°W